# Estadi Nacional del Perú
L'Estadio Nacional del Perú és a Lima, capital del Perú. El 2011 tenia una capacitat de 39.305 espectadors, segons la Federació Peruana de Futbol, a més d'un seguit d'espais privats per uns quants milers més. L'estadi es va inaugurar el 27 d'octubre de 1952, en el marc del Campionat Sud-americà de futbol de 1953, en substitució de l'anterior Estadio Nacional. Fins avui, ha estat seu de la final de tres Campionats Sud-americans dels sis que s'han celebrat al país andí. També se'l coneix com el Coloso de José Díaz, per la proximitat amb el carrer del mateix nom. És el terreny de joc oficial de la Selecció de futbol del Perú. L'Institut dels Esports del Perú, depenent del Ministeri d'Educació del Perú, administra l'estadi.
El camp ha patit diverses renovacions des de la inauguració, com quan es va adaptar per disputar la Copa Amèrica de futbol 2004 o quan s'hi va afegir gespa artificial per ser la seu del Copa del Món de futbol sub-17 de 2005. La darrera renovació es va realitzar entre el 2010 i el 2011. A més va albergar les cerimònies d'inauguració i cloenda dels Jocs Panamericans Lima 2019 i la cerimònia d'inauguració dels Jocs Parapanamericans Lima 2019. El 2019 tenia una capacitat de 49.000 expectadors.
L'Estadi Nacional és l'estadi del Perú on s'ha jugat més de partits de Copa Libertadores i és el tercer a Sud-amèrica.